# Archeuops bongunsis
Archeuops bongunsis es una especie de coleóptero de la familia Attelabidae.

## Distribución geográfica
Habita en Papúa Nueva Guinea.